# Raquel Welch
Raquel Welch, születési nevén: Jo Raquel Tejada (Chicago, Illinois, 1940. szeptember 5. – Los Angeles, Kalifornia, 2023. február 15.) Golden Globe-díjas amerikai színésznő és énekesnő, az 1960-as és 1970-es évek egyik legjelentősebb szexszimbóluma.

## Élete

### A kezdetek
Édesapja, Armando Carlos Tejada Urquizo Bolíviából érkezett az Amerikai Egyesült Államokba, édesanyja, Josephine Sarah Hall ír–amerikai származású. A család az 1940-es évek elején a kaliforniai La Jollába költözött, Raquel itt nőtt fel. (Két fiatalabb testvére született.) A kislány már gyerekként táncolni tanult, kamaszként pedig sorra nyerte a különböző szépségversenyeket. Olyan címeket gyűjtött be, mint például Miss Photogenic, Miss La Jolla, Miss Contour, Miss San Diego és Miss Fairest of the Fair. A középiskola elvégzése után ösztöndíjjal felvételt nyert a San Diego State College-be, ahol színészi tanulmányokat folytatott. 1959-ben feleségül ment középiskolai szerelméhez, James Welchhez, akitől két gyermeke született: Damon, a fia 1960-ban, Tahnee, a lánya 1961-ben. (Tahnee később édesanyja hivatását választotta, de nem sikerült jelentős karriert befutnia.)
1959-ben a Ramona Pageant című darab főszerepét alakította Hemetben, egy szabadtéri előadáson. Ezután a San Diegó-i televízióban kapott munkát, az időjárás-jelentést ismertette. Abbahagyta színi tanulmányait, és mivel tönkrement a házassága, gyermekeivel Dallasba költözött. Szépségének köszönhetően nem volt nehéz modellként elhelyezkednie. Ennek ellenére Dallasból is távozott: előbb New Yorkba, majd Los Angelesbe ment. A filmvárosban megpróbálta kamatoztatni színészi ismereteit, és kitartóan járt a meghallgatásokra. Sikerült kisebb szerepeket kapnia különféle tévésorozatokban és show-műsorokban. Esélyes volt a Gilligan's Island című produkció egyik fontos szerepére, de végül nem őt választották. Az A Swingin' Summer (1965) azonban meghozta a remélt fordulatot a pályáján: a 20th Century Fox szerződtette a gyönyörű színésznőt.

### Út a csúcsra
Az új sztárjelölt Richard Fleischer Fantasztikus utazás (1966) című sci-fijében kapta első főszerepét. Partnere Stephen Boyd volt. A történet túlnyomórészt az emberi test belsejében játszódott, és a film az akkoriban szenzációsnak számító trükkfelvételei miatt világsikernek bizonyult. Következő alakítása egy negyedszázaddal korábbi filmsiker, a történelem előtti időkben játszódó Egymillió évvel időszámításunk előtt remake-jében volt. A színésznő szinte végig egy parányi bikini-szerűségben játszotta a főszerepet: nem csoda, hogy tökéletes alakja és egzotikus szépsége révén egy csapásra a filmvilág első számú szexbálványa lett. (Első ízben fordult elő, hogy ezzel a címmel nem egy szőke színésznő büszkélkedhetett, Raquel Welch ugyanis barna hajú.) Eladási rekordokat döntött az a poszter, amely az új sztárt ábrázolta a film egyik jelenetében: a plakát később fontos szerephez jutott A remény rabjai (1994) című emlékezetes filmben is.
A vonzó filmcsillagra Európában is felfigyeltek, és a színésznő három filmbe kapott meghívást. Ezek közül a Tündéri nők (1966) a legjelentősebb: a szkeccsfilm Mauro Bolognini által rendezett epizódjában a gyönyörű Elenát alakította, aki látszólag butuska, szerető feleségként várja haza jóképű férjét (Jean Sorel), ám valójában mindketten félreléptek egymás távollétében. A további epizódokban egyébként olyan szépségek szerepeltek még, mint Capucine, Monica Vitti és Claudia Cardinale. Eduardo De Filippo, a neves nápolyi színész-rendező Spara forte, più forte, non capisco című alkotásában partnere Marcello Mastroianni volt.

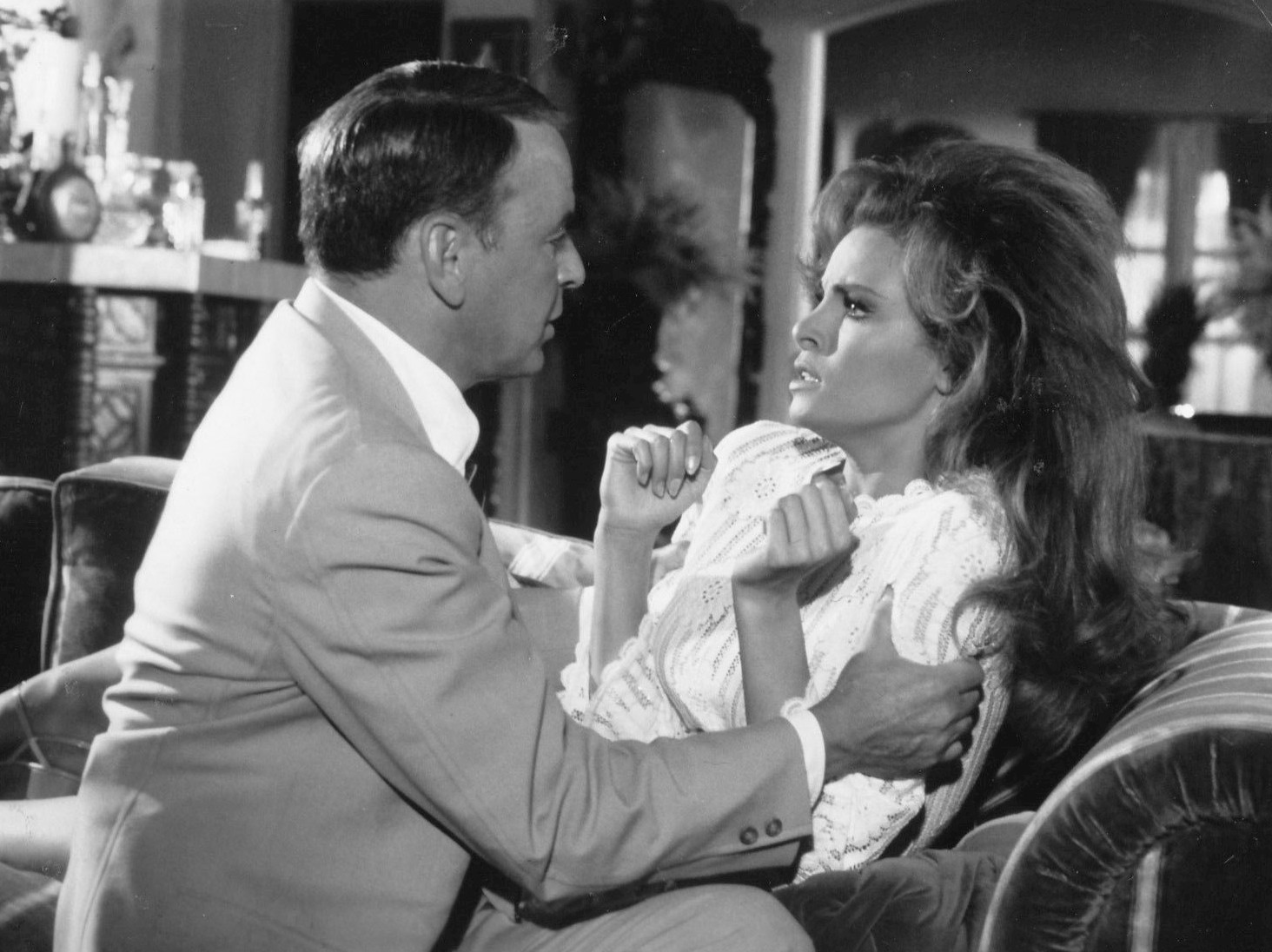
Frank Sinatrával a Lady in Cement című 1968-as filmben

Hollywoodba visszatérve a színésznő egyik filmet forgatta a másik után, de ezekben nemigen volt több, mint a férfi főhősök dekoratív partnernője. Ezek a hősök viszont olyan sztárok voltak, mint James Stewart, Dean Martin, Frank Sinatra, Burt Reynolds, Peter Sellers, Vittorio De Sica és Dudley Moore. Noha akkoriban a legkeresettebb szexbomba volt, mégis visszautasította Roger Vadim felkérését a Barbarella (1968) című erotikus sci-fi főszerepére. (A szerepet végül a rendező akkori felesége, Jane Fonda kapta.) 
A Myra Breckinridge (1970) címszereplőjeként egy transzszexuális figurát keltett életre. A szerep nagy lehetőségekkel kecsegtetett, de a végeredmény a közönség és a kritika szerint szánalmas lett. Ráadásul a kulisszák mögött egyáltalán nem jött ki híres partnernőjével, a legendás Mae Westtel. Ennek oka lehetett talán az is, hogy a szókimondásáról ismert idős színésznő akkoriban már jócskán kiöregedett a szexszimbólum szerepköréből, amelyhez viszont még mindig makacsul ragaszkodott, és egyébként is szeretett csipkelődni fiatalabb riválisaival. (Kuriózum, hogy a film egyik kisebb mellékszerepében Farrah Fawcett is látható volt, aki Welch tündöklése után, az 1970-es évek végén lett kis időre a közönség egyik kedvenc filmcsillaga.)
1972-ben Magyarországon forgatott: Richard Burton egyik partnernője volt a Kékszakáll című filmben, amely ugyan lesújtó kritikákat kapott, de üzletileg sikeres volt. A címszerepben Burton a hollywoodi szexbombán kívül olyan szépségeket tarthatott a karjaiban, mint Virna Lisi, Nathalie Delon, Agostina Belli, Sybil Danning, Marilù Tolo vagy Karin Schubert, aki másfél évtizeddel később átnyergelt a pornóra. A Mr. Süket trükkjei (1972) című bűnügyi filmben újra összekerült Burt Reynoldsszal, aki a 100 karabély (1969) című westernben már játszott vele. A címben szereplő veszélyes bűnözőt, Mr. Süketet a tar fejéről ismert remek színész, Yul Brynner alakította.
Kis híján lemaradt karrierje szakmailag is legsikeresebb szerepéről, Constance Bonacieux megformálásáról Richard Lester látványos és szellemes kalandfilmjeiben (A három testőr, avagy a királyné gyémántjai, A négy testőr, avagy a Milady bosszúja). Az előkészületi időszakban ugyanis vitába bonyolódott a tervezett produkció kosztümjeit illetően, majd táviratban lemondta a szerepet. Végül a producereknek (Alexander és Ilya Salkind) sikerült őt megbékíteni, alakításáért pedig Golden Globe-díjban részesült.

## Televízió, Las Vegas, Broadway, fitnesz
Az 1970-es évek közepétől pályájának íve megtört, és a színésznő kikerült az élvonalból. Persze azért olykor filmezett is. Például megint Magyarországon, ahol a Koldus és királyfi (1977) újabb változatában szerepelt, többek között Charlton Heston, Oliver Reed és Rex Harrison partnereként. A kosztümös filmet a művésznő első kasszasikerének rendezője, Richard Fleischer készítette. Franciaországban Welch Jean-Paul Belmondo oldalán állt a kamerák elé, de Az állat (1977) című Claude Zidi-film nem lett túl sikeres. Hollywood annyira nem számolt már vele, hogy A kék öböl (Cannery Row, 1982) főszerepét elvették tőle, és Debra Wingernek adták. A sértett filmcsillag pert indított az MGM ellen, és 10 millió (más források szerint 15 millió) dollár kártérítést kapott. Az MGM döntése miatt viszont a közönség lemaradt arról, hogy először lássa a filmvásznon félmeztelenül, noha a színésznő beleegyezett a vetkőzős jelenetekbe. (Korábbi filmszerepeiben fürdőruhánál tovább sosem vetkőzött.) Ugyanakkor a per a legkevésbé sem mozdította elő Welch stagnáló filmszínésznői karrierjét, ezért más irányban próbált meg érvényesülni.
Az 1980-as évek elején elsősorban Jane Fondának köszönhetően az egész világon tombolt az aerobic-láz, és neves kolléganője példáját követve testalakformáló videókat jelentetett meg, nagy sikerrel. Hatalmas bevételekre tett szert paróka- és ékszerkollekciójával, illetve bőrápolóival is. Nem bizonyult elvesztegetett időnek a sok gyerekkori tánc- és énekóra sem: a művésznő a ’80-as években Las Vegas show-műsorainak egyik sztárja volt, és óriási érdeklődés mellett lépett színpadra a Broadwayn is. A televízióban is rendszeresen kapott feladatokat. Tévés szereplései közül különösen a Jog a halálra (1987) című dráma kapott kedvező kritikákat. Ebben a produkcióban egy halálosan beteg asszonyt alakított: játékáért Golden Globe-díjra jelölték. Az 1990-es évektől kezdve ismét felbukkant kisebb szerepekben különféle hollywoodi filmekben, szakmai szempontból azonban ezek az epizódalakítások nem jelentettek különösebb művészi kihívást a számára.

## Magánélete

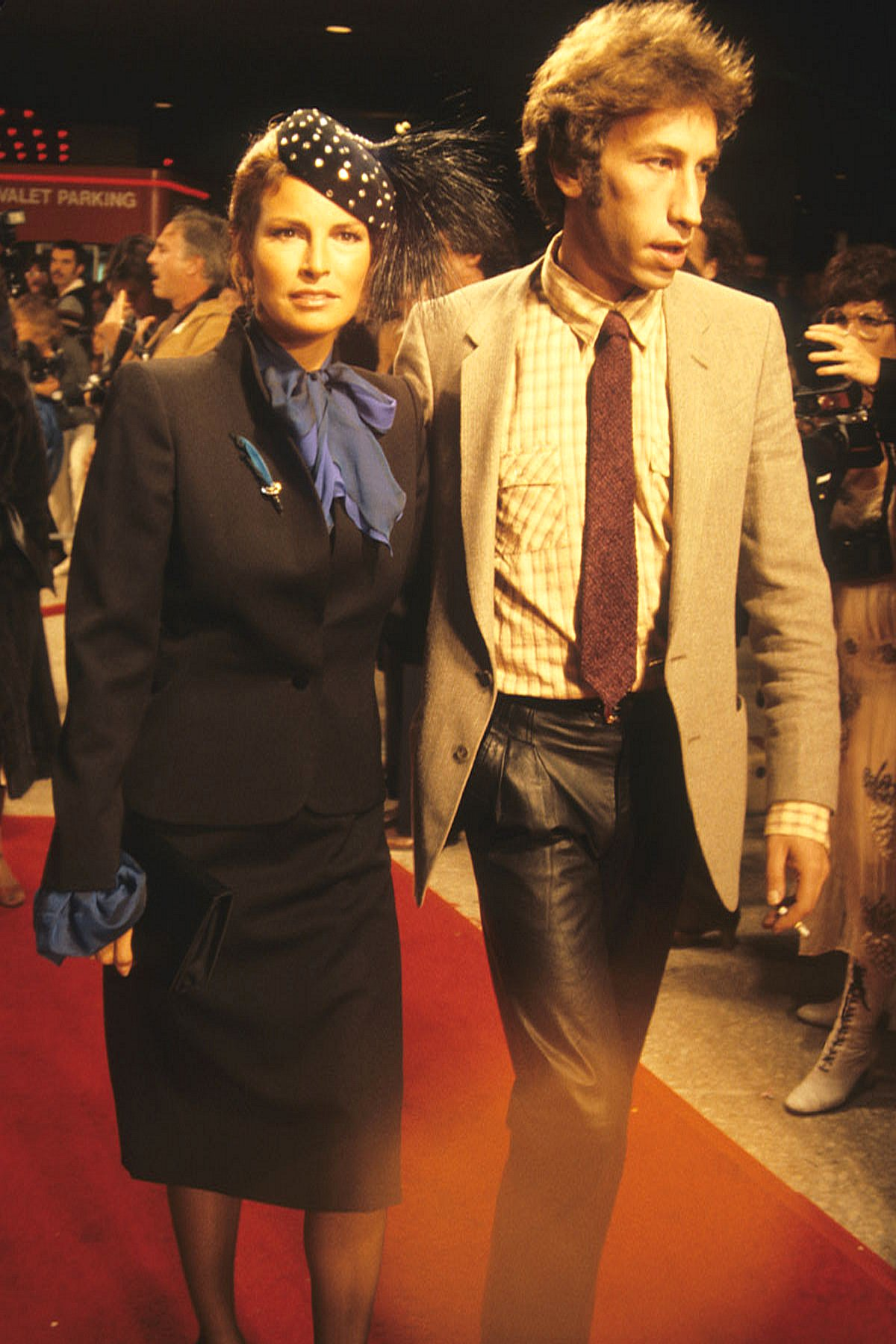
André Weinfelddel 1979-ben

Négyszer ment férjhez, ám egyik házassága sem igazán sikerült. Első férje, James Welch volt, iskolai szerelme, akinek két gyereket szült. 1964-ben elváltak. A színésznő 3 évvel később Patrick Curtis producerhez ment feleségül. (Curtis egykoron az Elfújta a szél (1939) gyerekszereplője volt.) 5 évig tartott ez a házasság. 1980-ban állt ismét az oltár elé: a pletykalapok egyik kedvenc témája volt, hogy a szexis filmcsillag mit is talált vonzónak harmadik férjében, a jóképűnek éppen nem mondható André Weinfeldben, akiről később kiderült, hogy olykor félre is lépett. A frigy 1990-ben bomlott fel. 1999-ben egy nála 15 évvel fiatalabb férfihez (Richard Palmer) kötötte életét, de azóta már külön élnek, bár nem váltak el.

## Ismertebb filmjei
- 2008 Welcome to the Captain (tévésorozat, a Mr. Big Meeting, a The Wrecking Crew, a The Letter, a Weekend at Saul's és a Pilot című epizódokban)
- 2006 Forget About It
- 2004 8 Simple Rules… for Dating My Teenage Daughter (tévésorozat, a Vanity Unfair című epizódban)
- 2002 Amerikai család (American Family) (tévésorozat, a The Masked Eagle: Part 1 című epizódban)
- 2001 Doktor Szöszi (Legally Blonde)
- 2001 Tortilla leves (Tortilla Soup)
- 2000 Kerge város (Spin City) (tévésorozat, a Balloons over Broadway című epizódban)
- 1998 Kerge város (Spin City) (tévésorozat, az A River Runs Through Me című epizódban)
- 1998 Folle d'elle
- 1998 Répafej, a főnök (Chairman of the Board)
- 1997 Kerge város (Spin City) (tévésorozat, a Porn in the U.S.A. című epizódban)
- 1996 Sabrina, a tiniboszorkány (Sabrina, the Teenage Witch) (tévésorozat, a Third Aunt from the Sun című epizódban)
- 1996 Central Park West (tévésorozat)
- 1995 Lois és Clark: Superman legújabb kalandjai (Lois & Clark: The New Adventures of Superman) (tévésorozat, a Top Copy című epizódban)
- 1994 Csupasz pisztoly 33 1/3 – Az utolsó merénylet (Naked Gun 33 1/3: The Final Insult) (nem szerepel a stáblistán)
- 1993 Hollyrock-a-Bye Baby (tévéfilm) (csak hang!) (nem szerepel a stáblistán)
- 1993 Kakukktojás (Torch Song) (tévéfilm)
- 1993 Szennyes vér (Tainted Blood) (tévéfilm)
- 1989 Zűr a Paradicsomban (Trouble in Paradise) (tévéfilm)
- 1988 Scandal in a Small Town (tévéfilm)
- 1987 Jog a halálra (Right to Die) (tévéfilm)
- 1982 The Legend of Walks Far Woman (tévéfilm)
- 1979 Egy úr az űrből (Mork & Mindy) (tévésorozat, a Mork vs. the Necrotons: Part 1 és a Mork vs. the Necrotons: Part 2 című epizódokban)
- 1977 Az állat (L’Animal)
- 1977 Koldus és királyfi (Crossed Swords)
- 1976 Anyuci, Balfék és Spuri (Mother, Jugs & Speed)
- 1975 The Wild Party
- 1974 A négy testőr, avagy a Milady bosszúja (The Four Musketeers)
- 1973 A három testőr, avagy a királyné gyémántjai (The Three Musketeers)
- 1973 Sheila meghalt és New Yorkban él (The Last of Sheila)
- 1972 Kansas City Bomber
- 1972 Mr. Süket trükkjei (Fuzz)
- 1972 Kékszakáll (Bluebeard)
- 1971 Hannie Caulder
- 1970 Myra Breckinridge
- 1970 The Beloved
- 1969 The Magic Christian
- 1969 Felvillanás (Flareup)
- 1969 Bracken's World (tévésorozat, a Fade-In című epizódban)
- 1969 100 karabély / 100 puska (100 Rifles)
- 1968 Lady in Cement
- 1968 Bandolero!
- 1968 A legnagyobb köteg (The Biggest Bundle of Them All)
- 1967 Bedazzled
- 1967 Fathom
- 1967 A világ legősibb mestersége (Le Plus vieux métier du monde) (a La Belle époque című epizódban)
- 1966 Spara forte, più forte, non capisco
- 1966 Egymillió évvel időszámításunk előtt / Egymillió évvel ezelőtt (One Million Years B.C.)
- 1966 Fantasztikus utazás (Fantastic Voyage)
- 1966 Tündéri nők (Le Fate) (a Fata Elena című epizódban)
- 1965 Do Not Disturb (nem szerepel a stáblistán)
- 1965 Wendy and Me (tévésorozat, a Wendy Sails in the Sunset című epizódban)
- 1965 The Baileys of Balboa (tévésorozat, a Sam's Nephew című epizódban)
- 1965 A Swingin' Summer
- 1964 The Rogues (tévésorozat, a Hugger-Mugger, by the Sea című epizódban)
- 1964 A cirkusznak mennie kell (Roustabout) (nem szerepel a stáblistán)
- 1964 Bewitched (tévésorozat, a Witch or Wife című epizódban)
- 1964 McHale's Navy (tévésorozat, a McHale, the Desk Commander című epizódban)
- 1964 The Virginian (tévésorozat, a Ryker című epizódban)
- 1964 A House Is Not a Home
- 1964 The Hollywood Palace (tévésorozat, az 1. évad 10. epizódjában)

## Fontosabb díjak és jelölések

### Golden Globe-díj
- 1975 díj A három testőr, avagy a királyné gyémántjai (legjobb filmszínésznő, musical/vígjáték kategória)
- 1988 jelölés Jog a halálra (legjobb színésznő tévéfilmben vagy -sorozatban)

### Arany Málna díj
- 1999 jelölés Répafej, a főnök (legrosszabb női mellékszereplő)